# Acacia rostrata
Acacia rostrata là một loài thực vật có hoa trong họ Đậu. Loài này được Humb. & Bonpl. ex Willd. miêu tả khoa học đầu tiên năm 1806.